# Antoni Bulbena i Tusell
Antoni Bulbena i Tusell   (Barcelona, 26 de juliol de 1854 - la Garriga, 10 d'octubre de 1946), fou un catedràtic català, lexicògraf, traductor de molts clàssics (Homer, Dant, William Shakespeare o fins i tot Émile Zola) i editor de textos catalans medievals.

## Biografia
Fill de Joan Bulbena i Onyó, fabricant de Barcelona, i de Gertrudis Tusell i Costa, era cosí de Josep Rafael Carreras i Bulbena, i oncle de l'escriptor i dibuixant Eveli Bulbena i Estrany i de la fotògrafa Glòria Bulbena i Reig.
Traduí per primera vegada a la llengua catalana l'obra de Cervantes El Quixot. Moltes obres i articles seus foren publicats sota diversos pseudònims com ara Mossèn Borra, Antoni Tallander o Ali-Ben-Noab-Tun (en el cas del Romancer popular català). La traducció es va realitzar l'any 1891 sota el títol de L'enginyós cavalier Don Quixot de la Mancha i fou reimpresa els anys 1930 i 2005. De fet, Bulbena va traduir totes les novel·les de Cervantes per a la secció cervantina de l'Institut d'Estudis Catalans.
Partidari d'una norma arcaïtzant, es va oposar frontalment a la reforma fabriana, com altres erudits de l'època. Una part del conjunt important de la seva obra roman inèdit.

## Fons i documentació
El seu fons personal i una part de la seva biblioteca es conserven a la Biblioteca de Catalunya; inclou essencialment textos publicats i inèdits sobre els seus molts diversos temes d'interès, i alguna correspondència.
El fons fotogràfic es conserva a l'Arxiu Fotogràfic de Barcelona, i està integrat per fotografies de final del segle xix i principi del xx que mostren edificis emblemàtics de Barcelona i de poblacions catalanes com Tarragona i Manresa. Són imatges de façanes, portalades, detalls arquitectònics, monuments i vistes generals que evidencien la riquesa patrimonial d'aquestes ciutats. En alguns casos, les vistes es presenten en petits àlbums que, en l'època, es venien com a record. Cal destacar entre aquests àlbums desplegables de petit format l'editat per Audouard i Cia amb motiu de l'Exposició Universal de Barcelona de 1888. El fons està compost a més per retrats de personatges del món de l'espectacle. Destaca una sèrie de retrats d'escena de l'actor Iscle Soler fets pel fotògraf Areñas. I una altra sèrie d'autor desconegut en què es reprodueix Lleó Fontova.

## Obres
- 1900: Romancer popular català (sota el pseudònim d'Ali-Ben-Noab-Tun)
- 1905: Diccionari català-francès-castellà
- 1908: Traducció de la Divina Comèdia
- 1915: Assaig de Bibliografía paremiològica catalana o sía catálech d'aquelles obres o fragments contenint dites, aforismes, consells, adagis, proverbis, mácsimes e sentencies en llénga catalanesca, ... («exemplar digitalitzat».)
- 1919: Diccionario catalán-castellano
- 1921: Diccionari de les lléngues francesa & catalana («exemplar digitalitzat».)